# Ipomoea cavalcantei
Ipomoea cavalcantei é uma espécie do gênero Ipomoea.

## Taxonomia
A espécie foi descrita em 1981 por Daniel Frank Austin.

## Forma de vida
É uma espécie terrícola, trepadeira e subarbustiva.

## Descrição
| Raiz                           | Raiz                                            |
| ------------------------------ | ----------------------------------------------- |
| tipo                           | tuberosa                                        |
| Caule                          |                                                 |
| ramo                           | ereto/prostrado                                 |
| medula                         | fistulosa                                       |
| látex                          | hialino                                         |
| Folha                          |                                                 |
| pecíolo                        | longo                                           |
| divisão                        | simples/inteira                                 |
| forma da lâmina                | obovada/oblonga                                 |
| forma da base                  | arredondada/cuneada                             |
| forma do ápice                 | arredondado                                     |
| indumento da face adaxial      | glabro                                          |
| indumento da face abaxial      | glabro                                          |
| Inflorescência                 |                                                 |
| bractéola                      | ovada/caduca                                    |
| tipo                           | cimeira                                         |
| Flor                           |                                                 |
| sépala externa                 | menor que as interna/ovada/serícea              |
| sépala ápice                   | obtuso                                          |
| sépala interna                 | ovada                                           |
| corola                         | hipocrateriforme/grande maior que 5 centímetros |
| cor da corola                  | vermelha                                        |
| indumento das área mesopétalas | serícea                                         |
| Semente                        |                                                 |
| indumento                      | lanoso                                          |

## Distribuição
A espécie é encontrada no estado brasileiro do Pará. 
Em termos ecológicos, é encontrada no domínio fitogeográfico de Floresta Amazônica, em regiões com vegetação de savana amazônica.